# 오사카시 교통국 80계 전동차
오사카 시 교통국 80계 전동차(일본어: 大阪市交通局80系電車)는 2006년 12월 24일부터 운행하고 있는 오사카 지하철 이마자토스지 선의 리니어 메트로 전동차이다.
70계는, 나가호리쓰루미료쿠치 선으로 80계를 기반으로 제작되었다.